# AOL Explorer
AOL Explorer est un navigateur web développé par America Online (AOL) jusqu'en 2006, basé sur Trident, le moteur de rendu d'Internet Explorer de Microsoft. Il s'agit d'une surcouche de ce dernier, ajoutant au passage des fonctionnalités telles que le blocage des pop-ups, la navigation par onglet, un module de recherche et de webmail (qui renvoie sur le site d'AOL), la gestion des Flux RSS, la Technologie AOL TopSpeed TM (qui permet un affichage des pages web jusqu'à 2 fois plus rapide selon AOL) et la prévisualisation d'un onglet.
Le développement de ce logiciel parut surprenant quand AOL développait dans le même temps Netscape Navigator.
1. ↑  « What is New in This Version »